# Giovanni Giorgio I di Sassonia
Giovanni Giorgio I (Dresda, 5 marzo 1585 – Dresda, 8 ottobre 1656) fu principe elettore di Sassonia dal 1611 al 1656.

## Biografia
Giovanni Giorgio era il secondo figlio dell'elettore Cristiano I di Sassonia, e di sua moglie Sofia di Brandeburgo. Apparteneva alla linea Albertina della Casa di Wettin.

## Regno
Successe all'elettorato il 23 giugno 1611 alla morte del fratello maggiore, Cristiano II. La posizione geografica della Sassonia quanto il suo ruolo importante all'interno degli stati imperiali protestanti davano al suo elettore un ruolo di protagonista durante il periodo della guerra dei trent'anni. All'inizio del suo regno, però, il nuovo elettore assunse una posizione un po' distaccata. La sua fedeltà personale al luteranesimo era solida, ma non gli piaceva né la crescente forza del Brandeburgo né il crescente prestigio del Palatinato; fu così che l'elettore di Sassonia si preparò a cambiare politica e a favorire la casata degli Asburgo e la fazione cattolica.
Così Giovanni Giorgio fu facilmente indotto a votare per l'elezione di Ferdinando II d'Asburgo arciduca di Stiria al trono imperiale nell'agosto 1619, azione che annullò la prevista opposizione degli elettori protestanti. Il nuovo imperatore del Sacro Romano Impero assicurò il suo appoggio all'elettore di Sassonia nella sua nuova campagna in Boemia e questi rispettò la sua parte dell'accordo aiutando l'imperatore a scacciare dalla Boemia l'elettore palatino del Reno, Federico V, e occupando la Slesia e la Lusazia.
A poco a poco, tuttavia, fu messo a disagio dall'evidente tendenza della politica imperiale verso l'annientamento del protestantesimo; e l'emissione dell'editto di restituzione nel marzo 1629 pose la pietra angolare ai suoi timori. Tuttavia, pur chiedendo a gran voce l'esenzione dell'elettorato dall'area coperta dall'editto, Giovanni Giorgio non prese misure decisive per rompere la sua alleanza con l'imperatore. In effetti, nel febbraio 1631 convocò un incontro dei principi protestanti a Lipsia, ma nonostante gli appelli del predicatore Matthias Hoë von Hoënegg si accontentò di manifestare una formale protesta contro l'editto senza andare oltre.
Nel frattempo, Gustavo II Adolfo di Svezia era sbarcato in Germania con l'obiettivo di conquistare Magdeburgo. Gustavo II Adolfo tentò di concludere un'alleanza con Giovanni Giorgio per consentirgli di attraversare l'Elba a Wittenberg, ma Giovanni Giorgio rimase riluttante a unirsi alla causa protestante e le discussioni non sono andate da nessuna parte. Sperando che alla fine si concludesse un'alleanza, Gustavo evitò qualsiasi azione militare.
Tuttavia la riluttanza di Giovanni Giorgio a unirsi ai principi protestanti ebbe termine quando le armate imperiali, alla guida di Giovanni Tserclaes conte di Tilly, iniziarono a saccheggiare le terre di Sassonia, inducendolo a stringere nel settembre del 1631 una alleanza con il re svedese. Fu così che le truppe sassoni parteciparono a fianco degli Svedesi alla battaglia di Breitenfeld, nella quale vennero messe in rotta dagli imperiali costringendo lo stesso elettore alla fuga.
Dopo questa sconfitta Giovanni Giorgio tentò la rivincita invadendo la Boemia ed occupando Praga, ma subito dopo cercò di trattare la pace e le sue truppe offrirono poca resistenza al condottiero Wallenstein che ricacciò i sassoni nei loro confini.
Alla morte del sovrano svedese a Lützen nel 1632 l'elettore si rifiutò nuovamente di unirsi ai principi luterani sotto la guida della corona svedese.
Nel maggio 1635 egli trattò la tregua e la cessazione della guerra civile all'interno dell'impero con la pace di Praga tra l'imperatore e i principi luterani. Venne ricompensato dall'imperatore per i suoi sforzi e per la sua lealtà con l'acquisizione della Lusazia e dell'arcivescovato di Brandeburgo per suo figlio Augusto.
Subito dopo la firma del trattato Giovanni Giorgio dichiarò guerra alla Svezia ma venne battuto a Wittstock nel 1636 e fu costretto a firmare una pace con gli svedesi che lo indussero a cedere Lipsia.

## Morte
Dopo la pace di Vestfalia la Sassonia mantenne quanto ottenuto con la pace di Praga e nel 1656 Giovanni Giorgio I morì, lasciando l'elettorato a Giovanni Giorgio II di Sassonia.

## Matrimoni

### Primo matrimonio
Sposò, il 16 settembre 1604 a Dresda, Sibilla Elisabetta di Württemberg (10 aprile 1584-20 gennaio 1606), figlia di Federico I di Württemberg. Ebbero un figlio:
- figlio (nato e morto il 20 gennaio 1606)[2][3]

### Secondo matrimonio
Sposò, il 19 luglio 1607 a Torgau, Maddalena Sibilla di Hohenzollern (31 dicembre 1586–12 febbraio 1659), figlia di Alberto Federico di Prussia. Ebbero dieci figli:
- figlio (nato e morto il 18 luglio 1608);
- Sofia Eleonora (23 novembre 1609-2 giugno 1671), sposò Giorgio II d'Assia-Darmstadt;
- Maria Elisabetta (22 novembre 1610-24 ottobre 1684), sposò Federico III di Holstein-Gottorp;
- Cristiano Alberto (4 marzo 1612-9 agosto 1612);
- Giovanni Giorgio II di Sassonia (31 maggio 1613-22 agosto 1680);
- Augusto (13 agosto 1614-4 agosto 1680), che diede origine alla linea dei Sassonia-Weissenfels;
- Cristiano I di Sassonia-Merseburg (27 ottobre 1615-18 ottobre 1691);
- Maddalena Sibilla (23 dicembre 1617-6 gennaio 1668), sposò in prime nozze Cristiano di Danimarca, e in seconde nozze Federico Guglielmo II di Sassonia-Altenburg;
- Maurizio, Duca di Sassonia-Zeitz (28 marzo 1619-4 dicembre 1681), che diede origine alla linea dei Sassonia-Zeitz;
- Enrico (27 giugno 1622-15 agosto 1622).

## Eredità
Giovanni Giorgio lasciò ai tre figli cadetti una parte dei territori, da cui le tre linee di Sassonia-Weissenfels, Sassonia-Merseburg e Sassonia-Zeitz. I domini di tutti e tre questi ducati ricaddero alla linea elettorale per estinzione oppure per rinuncia, rispettivamente nel 1746, nel 1738 e nel 1715.

## Ascendenza
|                                 |                              |                                  | Genitori                          |  |  | Nonni |  |  | Bisnonni              |  |  | Trisnonni               |  |
|                                 |                              |                                  |                                   |  |  |       |  |  | Enrico IV di Sassonia |  |  | Alberto III di Sassonia |  |
|                                 |                              |                                  |                                   |  |  |       |  |  | Enrico IV di Sassonia |  |  | Alberto III di Sassonia |  |
|                                 |                              | Sidonia di Boemia                |                                   |  |  |       |  |  | Enrico IV di Sassonia |  |  |                         |  |
| Augusto I di Sassonia           |                              |                                  |                                   |  |  |       |  |  | Enrico IV di Sassonia |  |  |                         |  |
|                                 |                              | Caterina di Meclemburgo-Schwerin | Magnus II di Meclemburgo-Schwerin |  |  |       |  |  |                       |  |  |                         |  |
|                                 |                              | Caterina di Meclemburgo-Schwerin | Magnus II di Meclemburgo-Schwerin |  |  |       |  |  |                       |  |  |                         |  |
|                                 |                              | Caterina di Meclemburgo-Schwerin | Sofia di Pomerania-Wolgast        |  |  |       |  |  |                       |  |  |                         |  |
| Cristiano I di Sassonia         |                              | Caterina di Meclemburgo-Schwerin |                                   |  |  |       |  |  |                       |  |  |                         |  |
|                                 |                              | Cristiano III di Danimarca       | Federico I di Danimarca           |  |  |       |  |  |                       |  |  |                         |  |
|                                 |                              | Cristiano III di Danimarca       | Federico I di Danimarca           |  |  |       |  |  |                       |  |  |                         |  |
|                                 |                              | Cristiano III di Danimarca       | Anna del Brandeburgo              |  |  |       |  |  |                       |  |  |                         |  |
| Anna di Danimarca               |                              | Cristiano III di Danimarca       |                                   |  |  |       |  |  |                       |  |  |                         |  |
|                                 |                              | Dorotea di Sassonia-Lauenburg    | Magnus I di Sassonia-Lauenburg    |  |  |       |  |  |                       |  |  |                         |  |
|                                 |                              | Dorotea di Sassonia-Lauenburg    | Magnus I di Sassonia-Lauenburg    |  |  |       |  |  |                       |  |  |                         |  |
|                                 |                              | Dorotea di Sassonia-Lauenburg    | Caterina di Braunschweig-Lüneburg |  |  |       |  |  |                       |  |  |                         |  |
| Giovanni Giorgio I di Sassonia  |                              | Dorotea di Sassonia-Lauenburg    |                                   |  |  |       |  |  |                       |  |  |                         |  |
|                                 | Gioacchino II di Brandeburgo | Gioacchino I di Brandeburgo      |                                   |  |  |       |  |  |                       |  |  |                         |  |
|                                 | Gioacchino II di Brandeburgo | Gioacchino I di Brandeburgo      |                                   |  |  |       |  |  |                       |  |  |                         |  |
|                                 | Gioacchino II di Brandeburgo | Elisabetta di Danimarca          |                                   |  |  |       |  |  |                       |  |  |                         |  |
| Giovanni Giorgio di Brandeburgo | Gioacchino II di Brandeburgo |                                  |                                   |  |  |       |  |  |                       |  |  |                         |  |
|                                 |                              | Maddalena di Sassonia            | Giorgio di Sassonia               |  |  |       |  |  |                       |  |  |                         |  |
|                                 |                              | Maddalena di Sassonia            | Giorgio di Sassonia               |  |  |       |  |  |                       |  |  |                         |  |
|                                 |                              | Maddalena di Sassonia            | Barbara Jagellona                 |  |  |       |  |  |                       |  |  |                         |  |
| Sofia di Brandeburgo            |                              | Maddalena di Sassonia            |                                   |  |  |       |  |  |                       |  |  |                         |  |
|                                 |                              | Giorgio di Brandeburgo-Ansbach   | Federico I di Brandeburgo-Ansbach |  |  |       |  |  |                       |  |  |                         |  |
|                                 |                              | Giorgio di Brandeburgo-Ansbach   | Federico I di Brandeburgo-Ansbach |  |  |       |  |  |                       |  |  |                         |  |
|                                 |                              | Giorgio di Brandeburgo-Ansbach   | Sofia Jagellona                   |  |  |       |  |  |                       |  |  |                         |  |
| Sabina di Brandeburgo-Ansbach   |                              | Giorgio di Brandeburgo-Ansbach   |                                   |  |  |       |  |  |                       |  |  |                         |  |
|                                 |                              | Edvige di Münsterberg-Oels       | Carlo I di Münsterberg-Oels       |  |  |       |  |  |                       |  |  |                         |  |
|                                 |                              | Edvige di Münsterberg-Oels       | Carlo I di Münsterberg-Oels       |  |  |       |  |  |                       |  |  |                         |  |
|                                 |                              | Edvige di Münsterberg-Oels       | Anna di Sagan                     |  |  |       |  |  |                       |  |  |                         |  |
|                                 |                              | Edvige di Münsterberg-Oels       |                                   |  |  |       |  |  |                       |  |  |                         |  |